# Пам'ятник Олександрові Пушкіну (Лубни)

Пам'ятник у 2009 році

Пам'ятник Олександрові Пушкіну в Лубнах — колишній пам'ятник радянської доби російському поетові Олександру Пушкіну у місті Лубни. Демонтований 18 серпня 2023 року в рамках деколонізації після початку широкомасштабного вторгнення Росії в Україну.

## Загальна інформація
Пам'ятник знаходився наприкінці вулиці Пушкіну перед пішим спуском (сходами) до ручки Сули. Відкрито його було 1987 року, неподалік від місця, де колись знаходилася садиба Полторацьких.
Автори пам'ятника — скульптор В. І. Семенюта, архітектор Вол. І. Семенюта.

## Опис
Пам'ятник був погруддям на бетонному постаменті заввишки 2,5 м.
Влітку 2009 року пам'ятник перебував у незадовільному стані — відколото фрагмент бюста поета (край накидки).

## Джерело
- Пушкіну О. С. Пам'ятники // Полтавщина:Енциклопедичний довідник (За ред. А. В. Кудрицького., К.: УЕ, 1992, стор. 816